# オーギュスト・マルモン
オギュスト・フレデリク・ルイ・ヴィエス・ド・マルモン（フランス語: Auguste Frédéric Louis Viesse de Marmont, 1774年7月20日 - 1852年3月22日）は、フランスの軍人、貴族、政治家。ナポレオン1世の下級士官時代からの腹心の部下だったが、1814年に連合軍がパリに迫る絶望的な状況のなか寝返り、フランスを降伏に追い込んだ。ナポレオンは彼を許さず回想録などで非難し続けたが、遺書では彼を許した。
小貴族の家柄出身で父親も軍人だった。1793年のトゥーロン攻囲戦でナポレオンの副官を務めた。その後、エジプト戦役では1798年のピラミッドの戦いで活躍した。1799年のブリュメールのクーデタに参加、1800年のマレンゴの戦いでも武勲を立てた。しかし1804年には元帥昇任を果たせなかった。1805年のウルムの戦いに参加、その後ダルマチア地方を征服した。1808年、ラグーザ公爵に叙される。1809年7月のヴァグラムの戦いで戦功を立てて会戦直後に元帥に昇任した。半島戦争に派遣され、ポルトガルに侵攻したが、サラマンカの戦いでウェリントン公爵に敗れて重傷を負った。1812年ロシア戦役では撤退するフランス軍の援護を担当した。1814年、パリ防衛を任されていたがジョゼフ・ボナパルトの許可を得てアレクサンドル1世と交渉、パリ開城を行った。王政復古後は、ルイ18世によって近衛部隊の参謀総長となったが目立った働きはなかった。1830年の7月革命でも叛乱鎮圧に失敗、シャルル10世とともに亡命した。1852年にヴェネツィアで没した。
砲兵将校としても有名であり、王政時代末期に制式されたグリボーバル・システムの後継として、フランス革命戦争での経験や戦訓を反映させて軽量化などの改良を図った共和暦11年システムの制定に尽力している。なお、共和暦11年とはフランス革命暦11年で1803年のことである。

## 略歴
- 1774年 シャティヨン＝シュル＝セーヌで誕生。裕福な教育熱心の貴族の家庭に生まれる。
- 1792年 士官学校を卒業。18歳で少尉となる。
- 1793年 トゥーロン攻囲戦に派遣されナポレオンの副官となる。以後、付き従う。
- 1796年 イタリア戦役で数々の勝利を得る。
- 1798年 エジプト戦役で23歳で将軍となる。
- 1799年 ブリュメールのクーデタに参加。各部隊への根回しを担当した。
- 1805年 ヴュルテンベルクの攻防に勝利。
- 1806年 ダルマティアの総督になる。
- 1808年 ラグーザ公爵に叙される。
- 1809年 帝国元帥に任命される（これまでの功績からみて随分遅かった）。
- 1811年 ポルトガル遠征総司令官になる。侵攻するが、結局翌1812年敗走する。
- 1813年 ライプツィヒの戦いで多くの部下を失う。以後は敗戦続きだった。
- 1814年 パリ防衛を任されていたが、圧倒的な敵軍の数の前にこれ以上の戦闘は無意味と考えて降伏。まもなく敵軍に合流する。その結果ナポレオンは退位し、エルバ島に流された。王政復古後は、ルイ18世に仕える。
- 1815年 百日天下。ルイ18世とともにベルギーへ脱出。帰国後、近衛師団参謀長に任命される。
- 1821年 ナポレオンが流刑地で死去。遺書にはマルモンを許すと記してあった。
- 1830年 七月革命が勃発するとイギリスへ亡命した。以降は各地の旅行に明け暮れ、回顧録を執筆する。
- 1852年 78歳没